# Emilio La Parra López
Emilio La Parra López (Palomares del Campo, Cuenca, 1949) es un historiador español, catedrático de la Universidad de Alicante. Ha estudiado la España de finales del XVIII y principios del XIX, contándose entre sus obras biografías de Godoy y Fernando VII. 

## Biografía
Nacido en la localidad conquense de Palomares del Campo en 1949, es catedrático de la Universidad de Alicante.
Es autor de obras como La libertad de prensa en las Cortes de Cádiz (Nau Llibres, 1984); El primer liberalismo español y la Iglesia. Las Cortes de Cádiz (Instituto de Estudios Juan Gil-Albert, 1985); La alianza de Godoy con los revolucionarios (España y Francia a fines del siglo XVIII) (CSIC, 1992) y El Regente Gabriel Ciscar. Ciencia y revolución en la España romántica (Compañía Literaria, 1995), sobre la figura de Gabriel Císcar.
Es miembro correspondiente de la Real Academia de la Historia y doctor honoris causa por la Université d’Aix-Marseille (2011).
Su obra más conocida es Manuel Godoy. La aventura del poder (Tusquets, 2002), una biografía del político Manuel Godoy prologada por Carlos Seco Serrano. También es autor de La Inquisición en España. Agonía y abolición (Los Libros de la Catarata, 2013), en la que junto a María Ángeles Casado hizo un estudio sobre la abolición de la Inquisición española.
En 2017 apareció junto a los historiadores y escritores Jean-Luc Chappey, Carmen Posadas, José Luis Gil Soto, Luis Alfonso Limpo y Enrique Rúspoli en el documental Príncipe de la Paz, un largometraje sobre la vida de Manuel Godoy dirigido por Santiago Mazarro. En 2018, publicó Fernando VII. Un rey deseado y detestado, una biografía de Fernando VII por la cual fue galardonado con el Premio Comillas de Historia, Biografía y Memorias en su trigésima edición.
Emilio La Parra también ha sido editor, director o coordinador de obras como El anticlericalismo español contemporáneo (Biblioteca Nueva, 1998), junto a Manuel Suárez Cortina; Manuel Godoy y su tiempo. Congreso Internacional Manuel Godoy (1767-1851) (Editora Regional de Extremadura, 2003), junto a Fernando Tomás Pérez; o de unas Memorias de Manuel Godoy (Universidad de Alicante, 2008), junto a Elisabel Larriba; entre otras muchas, además de un estudio introductorio de los Diarios de viaje de Fernando VII (1823 y 1827-1828) (Universidad de Alicante, 2013).